# Mała Dęba
Mała Dęba – nieoficjalny przysiółek wsi Dęba, gminie Kurów, powiecie puławskim, województwie lubelskim.
W latach 1975–1998 miejscowość administracyjnie należała do ówczesnego województwa lubelskiego.